# رموز سوريا الوطنية
الرموز الوطنية لسوريا هي الأعلام الرسمية وغير الرسمية، والأيقونات، أو التعبيرات الثقافية التي تمثل أو تمثل أو تميز سوريا وثقافتها.

## الرموز
| العنوان        | اسم الرمز              | صورة                                              |
| -------------- | ---------------------- | ------------------------------------------------- |
| العلم          | علم سوريا              |                                                   |
| الشعار الوطني  | شعار سوريا             |                                                   |
| نشيد وطني      | حماة الديار            | حماة الديار مشاكل في التشغيل؟ طالع مساعدة:وسائط . |
| ألوان وطنية    | أحمرـ أبيض، أسود وأخضر |                                                   |
| الزهرة الوطنية | ياسمين                 |                                                   |
| الشجرة الوطنية | شجرة الزيتون           |                                                   |
| الطير الوطني   | أبو منجل ناسك          |                                                   |
| الحيوان الوطني | الدب البني السوري      |                                                   |
| الطبق الوطني   | الكبة                  |                                                   |
| الآلة الوطنية  | القانون                |                                                   |
| الرقصة الوطنية | الدبكة                 |                                                   |